# Praia do Guaiúba
Praia do Guaiúba está localizada no município de Guarujá, São Paulo. A praia de areia fina e clara tem aproximadamente 790 m. Fica no bairro Jardim Guaiuba próximo a Praia do Tombo e a Praia das Astúrias. É uma área nobre da cidade do Guarujá, com diversas casas destinadas a classe média alta e classe alta.